# Klein tijgerblauwtje
Het klein tijgerblauwtje (Leptotes pirithous) is een vlinder uit de familie van de kleine pages, vuurvlinders en blauwtjes (Lycaenidae). De soort komt voor van Zuid-Europa tot aan de Himalaya en in Afrika. In Nederland en België is de soort nooit waargenomen. De spanwijdte is 21 tot 29 mm bij mannetjes en 24 tot 30 mm bij vrouwtjes. De vlinder vliegt tot hoogtes van 1200 meter boven zeeniveau. De vliegtijd is van februari tot in oktober.
De waardplanten van het klein tijgerblauwtje zijn soorten van de vlinderbloemenfamilie, de rozenfamilie en de strandkruidfamilie.

## Synoniemen
- Lycaena egyptiaca Bethune-Baker, 1894[1]
- Papilio telicanus Lang, 1789

## Ondersoorten
- Leptotes pirithous pirithous
- Leptotes pirithous insulanus (Aurivillius, 1924)